# كاسيروتا
جزيرة كاسيروتا (بالإندونيسية: Pulau Kasiruta)‏ هي جزيرة إندونيسية تقع ضمن جزر باكان ومن بين أكبرها، وجزر باكان تقع ضمن مقاطعة مالوكو الشمالية.